# Just a Notion
A Just a Notion című dal a svéd ABBA együttes 2021. október 22-én megjelent 2. kimásolt kislemeze a 9. Voyage című stúdióalbumról. A dalt eredetileg az 1979-es Voulez-Vous című albumra írták, de a dalt több mint 43 évvel később jelentették meg. A felvételen megtartották az 1978-ban felvett eredeti énekhangot, azonban a hangszerelést jóval később, az újraegyesülés után rögzítették.

## Előzmények és felvételek
A „Just a Notion” című dalt először 1978 szeptemberében rögzítették a Voulez-Vous című album szekciói során. Bár a dal túl volt a demó változaton, Benny Andersson és Björn Ulvaeus elégedetlen volt a felvétellel, mert „keverhetetlennek” tartották, ezért nem került kiadásra. Azonban az ABBA mérnöke Michael B. Tretow a dal egy részletét megjelentette a „Thank You for the Music” box részeként 1994-ben. Carl Magnus Palm megerősítette, hogy az „ABBA Undeleted” medley a második sora a dalnak.
Az ABBA újraegyesülése után Andersson és Ulvaeus a korábbi kritikái ellenére elővették a dalt, és megjelentették a Voyage című stúdióalbumon. Benny Andersson a dalhoz új hangszereket, dob, és gitárhangokat rögzített, de megtartották az eredeti 1978-as változat vokálját. A dalt az album megjelenése előtt 2021. október 22-én jelentették meg.
Mielőtt az ABBA újra felvette volna a dalt, az Arrival nevű együttes is rögzítette saját változatát, illetve alkalmanként az ABBA basszusgitárosa Rutger Gunnarsson is előadta a dalt, mely szerepelt 1999-es First Flight című albumán is. Bár a dal teljes verziója még nem jelent meg, azonban a szöveg ugyanaz volt, mint az ABBA eredeti változatában.

## Dalszöveg videó
Az ABBA közzétett egy dalszöveges videót a YouTubeon, melyet Mike Anderson rendezett, a producer pedig Nick Barratt volt, az Able produkciós cégtől.
A videót a megjelenést követő 24 órában 583.000-en nézték meg. A rövid kedvcsináló videó a TikTokon több mint egymillió megtekintést kapott az első néhány napban.

## Kritikák
Emily Zemler a Rolling Stone-tól a dalt lendületesnek, és reményteli vidám dalnak nevezte. Devon Ivie a Vulture-tól a dalt nevetségesen boldog harangjátéknak írja le, mely az együttes tagjait találja meg. Anni-Frid hangja mellett a zongora harmonizál.

## Slágerlista
| Slágerlista (2021)                    | Legmagasabb helyezés |
| ------------------------------------- | -------------------- |
| Németország (Media Control Charts)    | 36                   |
| Japan Hot Overseas (Billboard Japan)  | 11                   |
| Hollandia (Single Top 100)            | 73                   |
| New Zealand Hot Singles (RMNZ)        | 27                   |
| Sweden (Sverigetopplistan)            | 22                   |
| Svájc (Schweizer Hitparade)           | 60                   |
| Egyesült Királyság (UK Singles Chart) | 59                   |

## Megjelenések
| Régió       | Dátum              | Formátum                             | Label     | Ref.   |
| ----------- | ------------------ | ------------------------------------ | --------- | ------ |
| KÜlönböző   | 2021. október 22.  | Digital download streaming CD single | Polar     | [ 16 ] |
| Olaszország | 2021. november 12. | Contemporary hit radio               | Universal | [ 17 ] |